# 森下あみい
森下 あみい（もりした あみい、1972年11月23日 - 2011年3月18日）は、日本の元AV女優・元ストリッパー。

## 略歴・人物
神奈川県出身。
1991年に『桃尻ヴィーナス』（宇宙企画）でAVデビュー。
1994年頃にAVを引退。その後、ストリッパー（ロック座所属）に転身し1997年頃まで活動。
2001年に『Angel』（アイデアポケット）でAV復帰し、2002年まで活動した。なお、復帰後のプロフィールでは「1975年生まれ」となっていた。
2011年3月18日、心不全で死去。

## 出演作品

### アダルトビデオ
1991年
- 桃尻ヴィーナス（10月20日、宇宙企画）※デビュー
- 女学生通信 2（宇宙企画）他出演：夏みかん、夏目雅美 他

1991年
- ミルク飲み人形（バズーカ）

1992年
- バス通りでHして! PART6 ～拘束破りの放課後～（1月31日、VIP）
- 森高FUCKランド（2月14日、アルテック）
- 原色VIDEO図鑑 高級制服倶楽部 Vol.4 （3月8日、宇宙企画）他出演：原田ひかり、衣さよこ、坂上みさと、野坂なつみ
- 倒錯館 シーメールラブ（5月23日、KUKI）共演:REIKO
- ベストセレクション vol.7（5月31日、宇宙企画）総集編 他出演：沢口梨々子、美輪れい、美樹あゆみ、白石ひとみ
- SPECIAL 淫らなロリロリ娘（6月5日、笠倉出版社）
- 転校生の校則違反（6月20日、SONIA）
- 女子校時代 2（8月21日、VIP）共演：浅川ともみ、相原さやか
- 女体解剖 女学生のにおいは甘グリ（10月23日、アテナ映像）
- トライアングル・レズビアン6（11月18日、KUKI）共演：沢口梨々子、原田ひかり
- 日記（12月16日、KUKI）共演：鈴木奈緒、希志真理子
- あいみのナンパ・ストリート（KUKI）
- 課外絶頂（アイザック）
- うさぎっこ倶楽部（VIP）総集編 他出演：沢口まりあ、森みゆき、瀬崎ありさ、児島理乃、夏みかん、青山美香子、鈴木知香、小林里穂、笠原絵里、森川いづみ、小川ひろみ
- 好きモノ ピンクキャット（マリア）
- ミニスカ 首輪調教（オークランド）
- 女子校生監禁物語（大洋図書）
- あい・らぶ・ゆう!3（1992年、HRCホームビデオ）共演：吉永里美

1993年
- 女子校生制服スペシャル PART2（2月19日、HRCホームビデオ）
- 招待状（2月25日、KUKI）共演：菊池エリ、浅井理恵、斉藤ちあき
- Oh!Pink こちら!H編集部!!（4月5日、マクザム）オムニバス作品
- リップスクール エッチなんだもん！！（5月末日、VIP）全6名
- えっちな下半身（アイダス）

1994年
- インモラル天使 10（2月11日、シネマジック）

1995年
- 百合図鑑 11（3月3日、シネマジック）共演：秋川典子 他出演：新堂有望、本田ゆき、山咲ひとみ、佐山ありす、森田舞、如月ジュン
- ベスト・オブ・インモラル天使 3（4月14日、シネマジック）総集編 他出演：新堂有望、志穂美れいこ、麻生かおり、三井彩、柏木えり

2001年
- 校則違反（1月19日、KUKI）総集編
- Angel（アイデアポケット）※復帰作
- 派遣教師レイプ 姦淫の家庭教師（2月7日、アタッカーズ）
- 艶 8（5月29日、グローリークエスト）

2002年
- 誘惑痴態 女豹の眼差し（4月17日、グローリークエスト）

2004年
- 宇宙企画Classic（5月14日、宇宙企画）総集編

他

### オリジナルビデオ
- 冒険してもいい頃2（1993年、日本ソフトシステム）共演：大原麻琴、藤本聖名子、後藤えり子 他

### 雑誌
- お尻倶楽部(1993年、三和出版) - 創刊号の表紙を飾った。

## CD
- Beppin -グラビアのアイドルたち-Vol.1（1992年1月21日、PLATZ）PLCP-301

1. あいつと私(牧本千幸)
2. モノローグ～カクテルをもう一度(牧本千幸)
3. 会えない時も(森下あみい)
4. モノローグ～二人の朝にくちづけを(森下あみい)
5. 木枯しトキメキSEXY RAP(川島美優)
6. モノローグ～浮気はダ・メ・ヨ(川島美優)
7. 吐息のジュエル(小森愛)
8. モノローグ～ジェットコースター・ショック(小森愛)
9. フィナーレ～プリティー・エッセンス(牧本千幸，森下あみい，河島美優，小森愛)